# Hugues Ngouélondélé
 (septembre 2018).
Hugues Ngouélondélé, né le 30 novembre 1961 à Brazzaville, est un homme politique congolais. Il a été maire de Brazzaville et est Ministre des Sports et de l'Éducation physique du Congo depuis 2017.

## Biographie
Hugues Ngouélondélé est né le 30 novembre 1961 à Brazzaville, il est le fils du général Emmanuel Ngouélondélé Mongo, ancien patron de la sécurité d'État et des services de renseignement du Congo-Brazzaville.
Après des études de droit, Ngouélondélé obtient le diplôme d'inspecteur des douanes sédentaires à l'école des douanes de Koela (Algérie), puis le diplôme de l'école des douanes de Bruxelles. Il commence sa carrière comme Inspecteur des douanes, avant d'occuper le poste de Représentant du Congo auprès de l'Organisation mondiale des douanes.

En juin 2002, il est élu député du 4e arrondissement de Brazzaville (Moungali II), il est réélu en 2007 au premier tour.

Il est élu maire de Brazzaville en février 2003, en remplacement du général Benoît Moundélé-Ngollo.  Il est réélu maire en 2008.

Il est le gendre du président Denis Sassou-Nguesso. Président d'honneur du club des fumeurs de cigares d'Orly, ainsi que des Diables noirs, club de football de la capitale congolaise. 
Président de l'Association des Maires du Congo, il est vice-président de l'Association internationale des maires francophones (AIMF).

### Articles Connexes
- Destinée Doukaga